# Métairies
Métairies – miejscowość i gmina we Francji, w regionie Nowa Akwitania, w departamencie Charente.
Według danych na rok 1990 gminę zamieszkiwały 533 osoby, a gęstość zaludnienia wynosiła 103 osoby/km² (wśród 1467 gmin regionu Poitou-Charentes Métairies plasuje się na 533. miejscu pod względem liczby ludności, natomiast pod względem powierzchni na miejscu 1066.).